# AC Virtus
Associazione Calcio Virtus sanmarinski je nogometni klub iz Acquavive. Dio je sportskog društva Società Sportiva Virtus. Osnovan 1964., trenutačno se natječe u prvenstvu San Marina. Klupske boje su zelena i crna.

## Uspjesi
- Campionato Sammarinese di Calcio
  - Prvak:  2023./24., 2024./25.
  - Doprvak: 1987./88.

- Coppa Titano
  - Osvajač: 2022./23., 2024./25.

- Super Coppa Sammarinese
  - Osvajač: 2023., 2024.

- Trofeo Federale
  - Osvajač: 1988.

## Vanjske poveznice
- Službena web-stranica